# No self control
No self control is een lied geschreven door Peter Gabriel. 
Hij schreef het onder de werktitel I don't know how to stop voor zijn derde titelloze album uit 1980. Het nummer volgde op het album op Intruder. No self control is geïnspireerd op het meer dan een uur durende Music for eighteen musicians van Steve Reich, een compositie binnen de minimal music, dat net was uitgebracht op ECM Records en waarin de marimba's een belangrijke rol spelen. Tijdens de opnamen van het album had Gabriel de beschikking over percussionist Morris Pert, die gewend was aan moeilijke partijen gezien zijn lidmaatschap van jazzrockband Brand X. Het kent een Duitse tegenhanger in Kein Selbstkontrolle.
Op de track zijn tevens te horen Kate Bush (zang), Robert Fripp (gitarist van King Crimson, die in zijn solo en bandmuziek minimal music integreerde onder de naam frippertronics) en Phil Collins (drums), ook in dit nummer met een drumbreak.  
Het nummer werd rond mei 1980 uitgegeven als tweede single van het album. Het werd in het verenigd Koninkrijk maar een matig succes na de Top-10 single Games without frontiers dat de vierde plaats haalde. No self control kwam slechts tot plaats 33. In Nederland werd het ook op single uitgebracht, maar dan als B-kant van I don't remember (Charisma 6000661), maar die haalde geen hitnotering.